# Lago Pesole
Il lago Pesole era un lago italiano presente in Basilicata, situato nei pressi di Castel Lagopesole, in località Piano del Conte.

## Storia
Nei pressi della boscaglia sottostante il castello di Lagopesole, piuttosto vasta e contigua ai grandi boschi del Melfese, questo lago di origine artificiale era nato dal sistema di canali che convogliava l'acqua sorgiva dalla pianura al castello. Inoltre, lo specchio d'acqua era abbastanza vasto, poiché conteneva «un pensile e mobile isolotto».
Il lago fu prosciugato agli inizi del novecento in seguito alla bonifica attuata su iniziativa dei Doria Pamphili proprietari del sito.